# Киккский монастырь
Ки́ккский монастырь (Монастырь Ки́ккос, греч. Ιερά Μονή Κύκκου, полное название Священный царский и ставропигиа́льный монастырь Ки́ккской иконы Божией Матери, греч. H Ιερά, Βασιλική, Πατριαρχική Σταυροπηγιακή Μονή της Παναγίας του Κύκκου) — мужской ставропигиальный монастырь Кипрской православной церкви, один из богатейших и известнейших монастырей Кипра.
Монастырь был основан примерно в конце XI века византийским императором Алексеем I Комнином. Монастырь находится на высоте около 1140 метров над уровнем моря к западу от горной системы Троодос.

## История монастыря
Согласно преданию, записанному русским паломником Василием Барским, посетившим Киккский монастырь в 1735 году, в пещере горы Киккос жил старый отшельник по имени Исаия. Однажды византийский наместник Кипра Мануил Вутомитис, который проводил лето в деревне Маратаса, отправился на охоту в лес. Сбившись с пути, он долго не мог разыскать дорогу домой и случайно наткнулся на Исаию. Наместник попросил его указать ему дорогу, но удалившийся от мира отшельник ничего ему не ответил. Рассерженный таким поведением, Мануил Вутомитис ударил Исаию.
Некоторое время спустя наместник вернулся в Никосию, где неожиданно заболел неизлечимой болезнью «шатикой», являющейся разновидностью паралича. Находясь в мучительном болезненном состоянии, он вспомнил, как бесчеловечно поступил с отшельником, и стал молить Бога о выздоровлении, чтобы попросить прощения перед ним. Мольбы наместника были услышаны и он исцелился. Вскоре Бог явился отшельнику и сказал ему, что всё случившееся с наместником является частью божественной воли и велел ему попросить Мануила Вутомитиса доставить ему икону Девы Марии, написанную апостолом Лукой на Кипре, которая хранилась в императорском дворце в Константинополе.

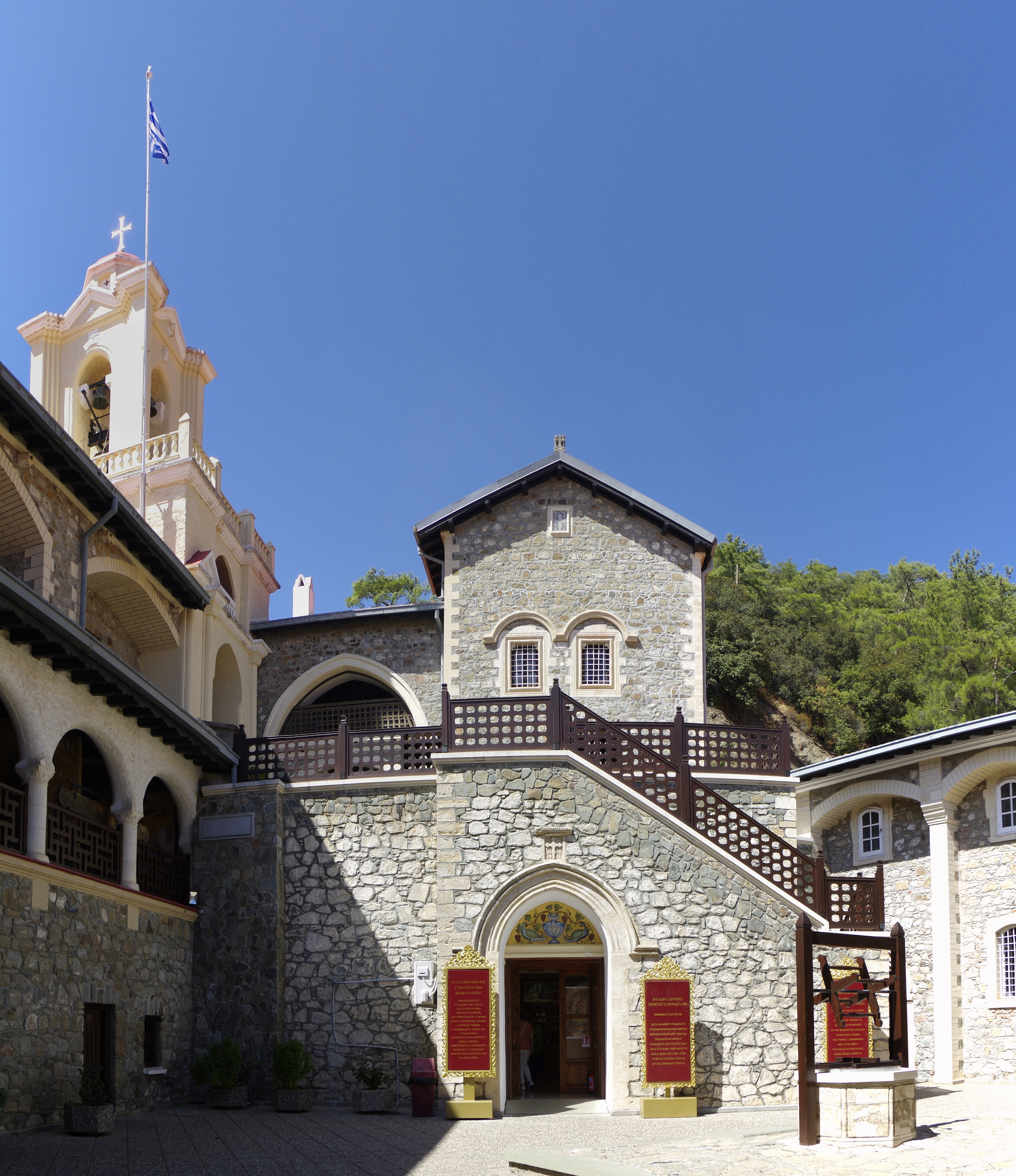
Вид из монастыря на колокольню

Услышав это, Мануил Вутомитис был сильно опечален, так как считал это невозможным. Тогда Исаия объяснил ему, что речь идёт о божественной воле, и предложил ему вдвоём поехать в Константинополь. Прошло много времени после их прибытия в столицу, но наместник всё никак не мог найти удобный момент, чтобы предстать перед императором и просить его об иконе. Не желая томить Исаию, он отправил его назад на Кипр с другими иконами и церемониальным убранством, при этом он успокоил его, что в ближайшее время обязательно встретится с императором.
Вскоре, дочь императора заболела той же болезнью, что некогда и Мануил Вутомитис. Воспользовавшись этим, наместник тут же отправился к императору Алексею I Комнину и рассказал ему о отшельнике Исаии и о том, что с ним случилось, и заверил, что его дочь тут же исцелится, если он согласится отправить икону на Кипр. В своём горе император не видел другого выбора и согласился и дочь его вскоре исцелилась.
Однако, император, не желая расставаться с иконой, призвал к себе лучших художников империи, чтобы они нарисовали её точную копию, чтобы отправить её на Кипр. Ночью императору явилась во сне Дева Мария и сообщила, что желает видеть оригинал её иконы на Кипре, а копии пусть хранятся у него самого. И уже на следующий день корабль с иконой Богородицы отплыл на Кипр, где её уже ждал Исаия. Во время шествия от побережья к горам Троодос деревья сгибали свои стволы и ветви в знак приветствия и уважения к святой иконе. Вскоре после перенесения иконы на остров, император распорядился соорудить церковь и монастырь в горах, где размещалось бы её хранилище.
Так как монастырь был основан императорскому указу и на средства императора Алексея Комнина, он получил эпитет «царский» (Βασιλική).
После пожара, случившегося в 1365 году, монастырь был выстроен заново, на этот раз из дерева и камня. В 1541 году монастырь вновь сгорел и был отстроен полностью из камня. Тогда храм был однонефным, но в 1745 году он был увеличен и стал трёхнефным. Средний неф посвящён Богородице, поэтому монастырь организует церковный праздник 8 сентября (Рождество Богородицы) и 15 августа (Успение Богородицы). Правый неф посвящён Всем Святым, а левый - архангелам Михаилу и Гавриилу.
Колокольня была построена намного позже самого монастыря, в 1882 году, так как в период Османской Империи бой колоколов был запрещён христианам. Колокольня имеет 6 колоколов, самый большой из которых российского производства, его вес 1.280 кг.
В 1926 году в Киккском монастыре начал своё церковное восхождение Макарий (Мускос), ставший впоследствии представителем Кипрской Церкви и первым президентом Кипра. После смерти он также был похоронен в 2 км от монастыря и его могила в настоящее время является очень популярным местом посещения туристов и паломников.
В 1986 году учрежден Исследовательский центр Киккского монастыря, где находится и архив, и богатейшая библиотека. По решению игумена Никифора (Киккотиса) в 1995 году был открыт музей Свято-Киккского монастыря.
В 1993-1994 гг. по приглашения игумена Никифора в монастыре на реабилитации находился пострадавший от нападения в подмосковной Иосифо-Волоцкой обители известный церковный учёный архимандрит Иннокентий (Просвирнин).
10 июня 2012 года монастырь посетил Патриарх Московский и всея Руси Кирилл, совершавший визит в Кипрскую Церковь.

## Современное состояние

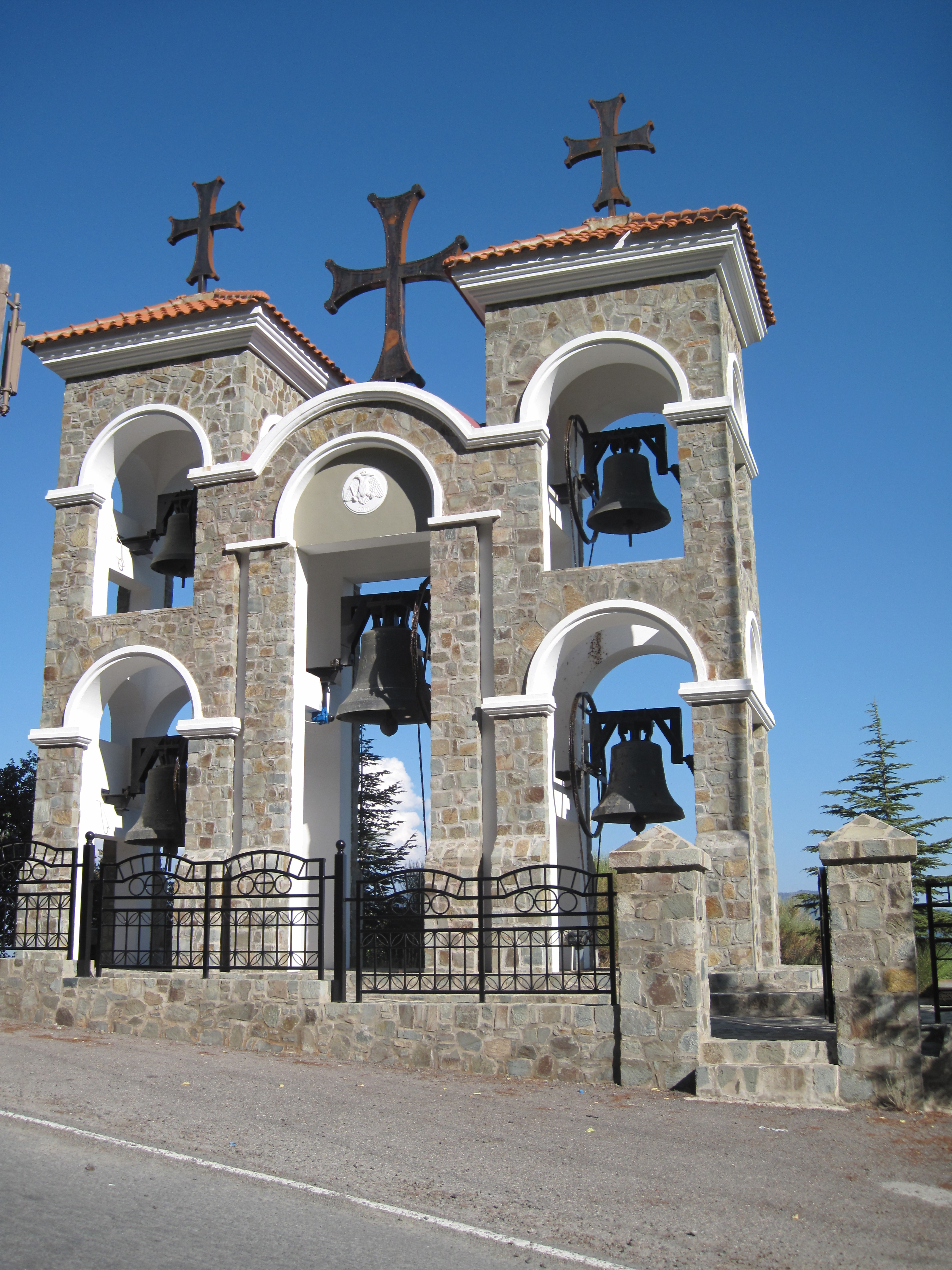
Новая звонница

На 2017 год в монастыре живут 15 насельников. Символом монастыря является пчела, как символ усердия, трудолюбия, бдительности и чистоты.
Постройки монастырского комплекса относятся к различным эпохам. В центре расположен храм. Вокруг него построены различные здания, как, например, дом настоятеля, соборная комната, кельи монахов, библиотека, музей, приёмные залы и т. д. В центре находится большой вымощенный двор с колодцем. Изначально как сам храм, так и другие здания монастыря были построены из дерева, недостатка в котором эта местность не испытывает, так как вершина горы Киккос расположена недалеко от пафского леса.
Как мозаики, так и фрески, украшающие монастырь, были созданы в 1991—1993 годах кипрскими иконописцами братьями Кепола, а также другими мастерами из Греции и Румынии.

### Киккская икона Богородицы
В местном ряду иконостаса собора монастыря находится Киккская икона Божией Матери, по преданию, написанная апостолом Лукой. На протяжении столетий местные жители почитают эту икону, а чудеса, происходившие на острове, объясняют её присутствием. Например, избавление региона от саранчи в 1668 году считается одним из чудес этой иконы. Икона послужила также образцом для многих других икон с изображением Богородицы в православном мире. В 1795 году она была украшена новым серебряным окладом. Киккская икона имеет следующую особенность: по крайней мере c XVI века она закрыта до половины шитой золотом завесой, так что ликов Богоматери и Божественного Младенца никто не может видеть.

### Подворье в Никосии
Монастырь Киккос имеет подворье (греч. Μετόχι του Κύκκου) на окраине Никосии. Некогда подворье стояло за пределами города, но со временем территория кипрской столицы сильно увеличилась и теперь подворье соседствует с жилыми массивами. В 1974 году там укрывался от преследования военной хунты архиепископ и будущий президент Кипра Макарий III, в результате чего часть зданий пострадала от танковых атак, а некоторые сооружения были разрушены.

### Музей
Музей монастыря Киккос является уникальным хранилищем культуры и истории Кипра, с 1992 года открыт ежедневно для посещения туристами и паломниками (с 10 до 16 часов между ноябрем и апрелем, с 10 до 18 часов в мае-октябре). Экспозиции музея имеют несколько залов с произведениями христианского искусства. Этот музей расположен внутри самого монастыря (вместе с сокровищницей, которая составляет его неотъемлемую часть). Его экспонаты, такие как иконы, святыни, вышивки, рукописи, резьба по дереву, облачения и т.п., выставлены как часть выражения живого богопочитания и истории монастыря. Большая коллекция антиквариата и произведений искусства знакомит посетителей с историей острова Кипр. Обзор сокровищ экспозиции музея монастыря сопровождается византийской музыкой, соответствующим освещением.